# Christian Juel-Brockdorff
Christian Frederik Theophilus Alexander baron Juel-Brockdorff (født 10. november 1827 på Scheelenborg, død 25. april 1888 på Meilgaard) var en dansk godsejer, bror til Frits Juel-Brockdorff.
Han var søn af Carl lensbaron Juel-Brockdorff og Sophie Frederikke født lensbaronesse Stieglitz-Brockdorff. Han var under Treårskrigen i 1848 frivillig korporal ved 6. Dragonregiment, blev 1849 sekondløjtnant i kavaleriets krigsreserve, 1851 karakteriseret premierløjtnant og overgik 1853 atter til krigsreserven. Han fik 1862 afsked med ritmesters karakter og blev 11. april 1864 Ridder af Dannebrog.
Juel-Brockdorff var oprindeligt af forældrene tiltænkt Stamhuset Thorseng, hvilken beslutning på grund formalia i 1862 blev underkendt af Højesteret. Han afbrød dernæst forbindelsen med familien. I 1868 købte han Meilgaard. Han blev i 1876 patron for Roskilde adelige Jomfrukloster, skænkede ifølge testamente af 20. maj 1886 størstedelen af sin formue til syv velgørende legater, heraf et på 400.000 kr. til trængende syge i Fyens Stift til minde om forældrene. Meilgaard lod han overgå til sin slægtning Niels Juel fra Hverringe.
Han døde ugift og er begravet på Skovkirkegården Skippershoved, Glesborg Sogn.